# Iokaste
Iokaste, auch Jokaste (altgriechisch Ἰοκάστη Iokástē) oder Epikaste, ist eine Gestalt der griechischen Mythologie. Sie war die Tochter des Menoikeus sowie Schwester des Kreon. Iokaste heiratete den thebanischen König Laios und nach dessen Tod in zweiter Ehe ihren Sohn oder Stiefsohn Ödipus (Oidipus), mit dem sie nach jüngeren, attischen Sagenversionen zwei Söhne (Eteokles und Polyneikes) und zwei Töchter (Antigone und Ismene) in die Welt setzte. Anderen, älteren, Versionen nach war hingegen Euryganeia die Mutter dieser Ödipuskinder.

## Iokaste im Mythos
Iokaste, u. a. bei Homer und Pausanias Epikaste genannt, ist die Frau des Laios und gilt in den allermeisten erhaltenen Sagenversionen als die leibliche Mutter des Ödipus. Bereits Homers Odyssee berichtet, dass sich Epikaste erhängt habe und Ödipus danach voller Schmerz weiter über Theben regiert habe. Laut Epimenides war hingegen Eurykleia leibliche Mutter des Ödipus und Iokaste die zweite Frau des Laios. Auch in der modernen Forschung gibt es die Vermutung, dass Iokaste in alten Versionen der Sage die Stiefmutter des Ödipus war, während Laios Ödipus mit Eurykleia zeugte, einer Nebenfrau. So vertritt Morris Silver die Ansicht, aus Aussagen Homers in Verbindung mit Informationen von Pausanias könne abgeleitet werden, dass Epikaste eine jungfräuliche Priesterin und formell Hauptfrau des Laios gewesen sei, Nachkommen aber mit einer Nebenfrau gezeugt wurden.
Laios wird für den Fall, dass er einen Sohn zeuge, prophezeit, dass dieser ihn töten und seine Frau heiraten werde. Nach anderen Versionen erhält Laios die Prophezeiung, dass der bisher Kinderlose Theben (und sein Leben) erhalten werde, wenn er ohne Nachkommen bliebe. Als Iokaste trotzdem schwanger wird (gemäß einer Tradition, nachdem Laios sie betrunken verführt) und Ödipus gebiert, wird dieser kurz nach der Geburt ausgesetzt. Durch Hirten entdeckt oder übergeben oder am Strand durch Periboia gefunden, wächst er bei Pflegeeltern auf, Polybos und seiner Frau Periboia (oder, nach späteren Versionen, Merope), die er lange für seine leiblichen Eltern hält. Später tötet er bei einer – den meisten Sagenversionen zufolge zufälligen – Begegnung den ihm unbekannten Laios, seinen Vater. Nachdem Ödipus anschließend Theben von der Sphinx befreit, erlangt er als Belohnung das Königtum in Theben und Iokaste zur Gattin. Ödipus weiß nichts davon, dass Iokaste seine leibliche (vgl. aber oben!) Mutter ist.
Als die Wahrheit zu Tage tritt, erhängt sich Iokaste aufgrund der Schande. Dieses Ende Epikastes beschreibt bereits Homer Unterschiedlichen Versionen zufolge sticht sich Ödipus anschließend mit Iokastes goldenen Spangen die Augen aus oder wird geblendet oder regiert als König von Theben offenbar ungeblendet weiter. In der Tragödie Die Phönikerinnen des Euripides begeht Iokaste jedoch erst Jahre später Selbstmord, als sie erfährt, dass sich ihre Söhne Eteokles und Polyneikes im Zweikampf gegenseitig getötet haben.
Nach der älteren epischen Tradition blieb die Ehe zwischen Iokaste und Ödipus kinderlos. Mutter von Eteokles, Polyneikes, Antigone und Ismene war demnach Euryganeia, die zweite Gattin des Ödipus, die er nach dem Tode Iokastes heiratete. Laut Pausanias wurde diese Sagenversion in der Oidipodeia wiedergegeben. Pherekydes nennt allerdings zwei Söhne aus dieser Verbindung, Phrastor und Laonytos, die in einem Krieg gegen Orchomenos gefallen seien. Dass Ödipus mit Iokaste keine Kinder zeugte, könnte bereits aus einer Angabe Homers hervorgehen, wonach Mutterheirat und Vatermord des Ödipus ἄφαρ aufflogen. Wie ἄφαρ áphar, das u. a. „bald“ bzw. „sehr bald“, aber auch „plötzlich“ bedeuten kann, zu interpretieren ist, ist seit der Antike umstritten; oft wird auch in der modernen Forschung vertreten, dass diese (Zeit-)Angabe ausschließt, dass der Ehe Kinder entspringen konnten, da Epikaste/Iokaste zu kurz nach Eheschließung verstarb. Sicher fassbar ist die Variante, in der Iokaste die Mutter der vier bekannten Ödipuskinder ist, erst in den attischen Tragödien klassischer Zeit (z. B. den Sieben gegen Theben des Aischylos und in Antigone des Sophokles). Strittig ist, ob bereits in den Textfragmenten des Papyrus Lille, die offenbar eine Version des Stesichoros wiedergeben, Iokaste als leibliche Mutter gilt.